# Tous (Valencia)
Tous ist eine Gemeinde (Municipio) mit 1.357 Einwohnern (Stand: 2024) in der spanischen Provinz Valencia. Sie befindet sich in der Comarca Ribera Alta.

## Geografie
Tous liegt etwa 45 Kilometer südsüdwestlich von Valencia in einer Höhe von ca. 65 m. Der Río Júcar (valencianisch: Xúquer) durchquert die Gemeinde und wird hier zur Embalse de Tous aufgestaut. 

## Demografie
| 1900 | 1930 | 1950 | 1970 | 1981 | 1991 | 2001 | 2011 | 2021 |
| ---- | ---- | ---- | ---- | ---- | ---- | ---- | ---- | ---- |
| 1659 | 1418 | 1456 | 1020 | 1173 | 1267 | 1132 | 1268 | 1284 |

## Sehenswürdigkeiten

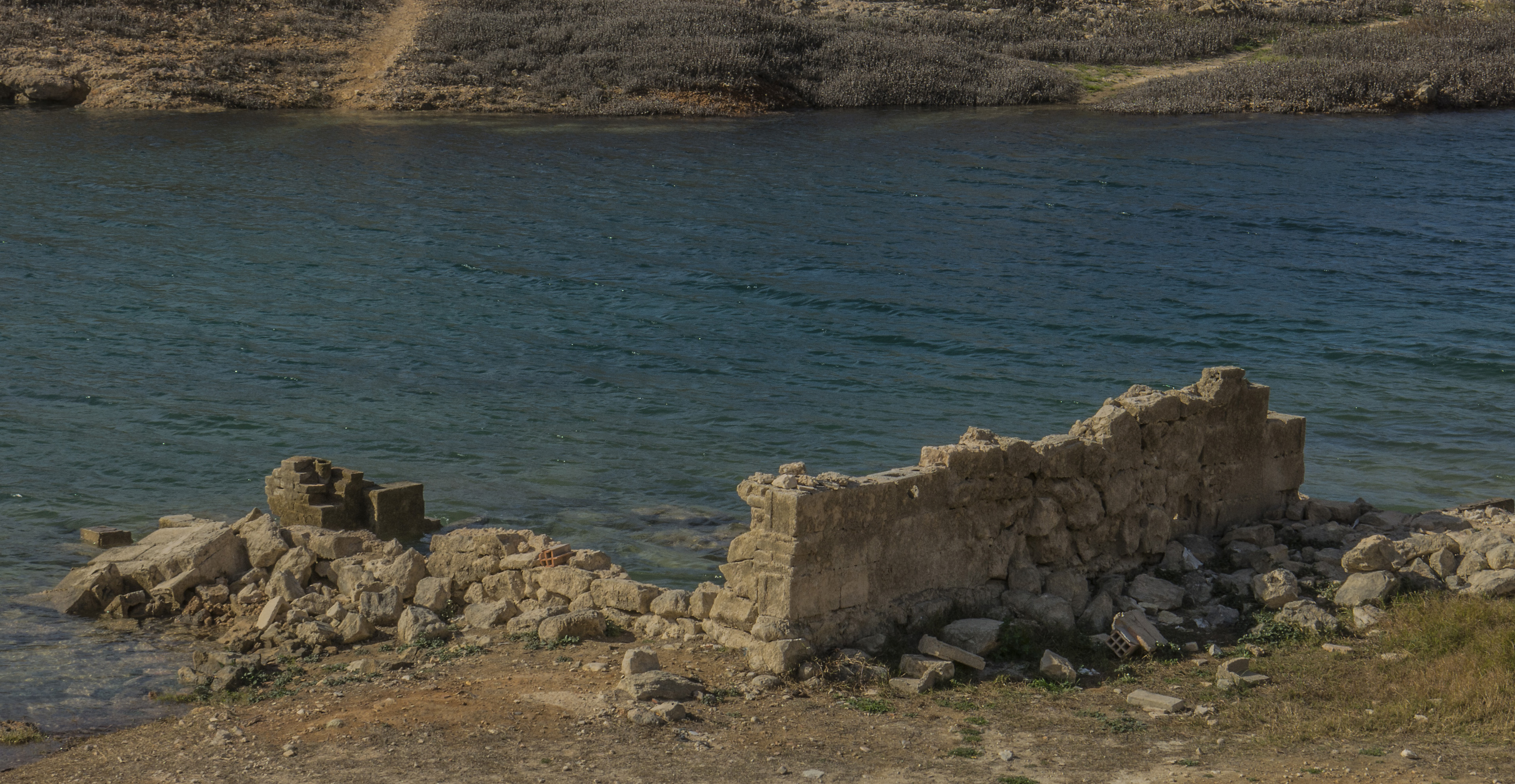
Burgruine
- Kirche

- Burgruine